# 萨托
萨托是德国梅克伦堡-前波莫瑞州的一个市镇。总面积119.60平方公里，总人口5541人，其中男性2839人，女性2702人（2011年12月31日），人口密度46人/平方公里。